# XX лет (альбом группы «Мастер»)
«XX лет» —  третий концертный альбом российской хеви-метал группы «Мастер», который вышел на лейбле CD-Maximum в 2008 году.

## Об альбоме
Грандиозный концерт, который посвящён 20-летнему юбилею группы «Мастер» – одного из «столпов» отечественной тяжёлой музыки. Запись была сделана 28 апреля 2007 года в московском клубе «Тень». Эксклюзивный сет-лист, многие песни из которого современный «Мастер» не исполняет на концертах. Потрясающий состав на одной сцене, включая музыкантов из самых первых составов «Арии».

## Список композиций

### Видеоверсия
DVD 1
Все тексты написаны Маргаритой Пушкиной, кроме отмеченных, вся музыка написана Аликом Грановским, кроме отмеченных.
| №   | Название                | Текст песни     | Музыка                   | Длительность |
| --- | ----------------------- | --------------- | ------------------------ | ------------ |
| 1.  | «Игра»                  | Алексей Страйк  | Страйк                   |              |
| 2.  | «Мастер скорбных дел»   |                 | Страйк                   |              |
| 3.  | «Вера горит на кострах» | Страйк          | Страйк                   |              |
| 4.  | «Места хватит всем»     |                 | Леонид Фомин, Грановский |              |
| 5.  | «Тату»                  |                 |                          |              |
| 6.  | «Песни мёртвых»         |                 | Сергей Попов             |              |
| 7.  | «Кресты»                |                 |                          |              |
| 8.  | «Високосный век»        | Нина Кокорева   | Фомин, Грановский        |              |
| 9.  | «Щит и меч»             | Александр Елин  | Андрей Большаков         |              |
| 10. | «33 жизни»              |                 |                          |              |
| 11. | «Heavy ламбада»         |                 |                          |              |
| 12. | «Кто кого?»             | Алексей Сидоров | Большаков                |              |
| 13. | «Только ты сам»         | Попов           |                          |              |
| 14. | «На линии огня»         | Андрей Ковалёв  | Ковалёв                  |              |
| 15. | «За гранью»             |                 | Страйк                   |              |
| 16. | «Время варваров»        |                 | Страйк                   |              |
| 17. | «Пепел на ветру»        |                 |                          |              |
| 18. | «Heroes»                | Олег Горбунов   |                          |              |
| 19. | «Храни меня»            | Елин            | Большаков                |              |
| 20. | «Руки прочь!»           | Елин            |                          |              |

DVD 2
Все тексты написаны Александром Елиным, кроме отмеченных, вся музыка написана Андреем Большаковым, кроме отмеченных.
| №   | Название                  | Текст песни   | Музыка                     | Длительность |
| --- | ------------------------- | ------------- | -------------------------- | ------------ |
| 21. | «Не хотим»                | Кокорева      |                            |              |
| 22. | «Берегись»                | Кокорева      |                            |              |
| 23. | «Палачи»                  | Кокорева      |                            |              |
| 24. | «Ещё раз ночь»            |               | К.Покровский               |              |
| 25. | «Игры не для нас»         |               |                            |              |
| 26. | «Тореро»                  | Пушкина       | Грановский                 |              |
| 27. | «Без тебя»                |               | Большаков, Валерий Кипелов |              |
| 28. | «Икар»                    |               |                            |              |
| 29. | «Здесь куют металл»       |               | Большаков, Грановский      |              |
| 30. | «Встань, страх преодолей» |               |                            |              |
| 31. | «Воля и разум»            |               |                            |              |
| 32. | «Мастер»                  | Андрей Якушин |                            |              |

### Аудиверсия
CD 1
| №   | Название                | Текст песни | Музыка            | Длительность |
| --- | ----------------------- | ----------- | ----------------- | ------------ |
| 1.  | «Игра»                  | Страйк      | Страйк            |              |
| 2.  | «Вера горит на кострах» | Страйк      | Страйк            |              |
| 3.  | «Места хватит всем»     | Пушкина     | Фомин, Грановский |              |
| 4.  | «Тату»                  | Пушкина     | Грановский        |              |
| 5.  | «Песни мёртвых»         | Пушкина     | Попов             |              |
| 6.  | «Кресты»                | Пушкина     | Грановский        |              |
| 7.  | «33 жизни»              | Пушкина     | Грановский        |              |
| 8.  | «Heavy ламбада»         | Пушкина     | Грановский        |              |
| 9.  | «Только ты сам»         | Попов       | Грановский        |              |
| 10. | «За гранью»             | Пушкина     | Страйк            |              |

CD 2
| №   | Название                  | Текст песни   | Музыка                | Длительность |
| --- | ------------------------- | ------------- | --------------------- | ------------ |
| 11. | «Пепел на ветру»          | Пушкина       | Попов                 |              |
| 12. | «Heroes»                  | Горбунов      | Грановский            |              |
| 13. | «Руки прочь!»             | Елин          | Грановский            |              |
| 14. | «Не хотим»                | Кокорева      | Большаков             |              |
| 15. | «Палачи»                  | Кокорева      | Большаков             |              |
| 16. | «Ещё раз ночь»            | Елин          | Покровский            |              |
| 17. | «Тореро»                  | Пушкина       | Грановский            |              |
| 18. | «Без тебя»                | Пушкина       | Большаков, Кипелов    |              |
| 19. | «Здесь куют металл»       | Елин          | Большаков, Грановский |              |
| 20. | «Встань, страх преодолей» | Елин          | Большаков             |              |
| 21. | «Мастер»                  | Андрей Якушин | Большаков             |              |

## Участники записи
Основной состав
- Алик Грановский — бас-гитара
- Алексей Lexx Кравченко — вокал (часть 1, часть 2 треки 29-32)
- Алексей Страйк - гитара
- Александр Карпухин — ударные

Приглашённые участники
- Валерий Кипелов — вокал (25-31)
- Геннадий Матвеев — клавишные (1-10)
- Андрей Большаков — гитара, вокал (21-32)
- Михаил Серышев — вокал (21-24, 29-32)
- Кирилл Покровский — клавишные (24-31)
- Анатолий Шендеров — ударные (21, 22, 29-32)
- Леонид Фомин — гитара (7,8, 31, 32)
- Андрей Ковалёв — вокал (14)
- Андрей «Крустер» Лебедев — звукорежиссёр

## Критика
Российский журнал Dark City дал рецензию на альбом. Было раскритиковано разделение альбома на две части, отсутствие бонусов на DVD и отмечено: «Первая часть концерта по большой части содержит песни из „новейшей“ (на тот момент) истории группы и минимум гостей на сцене. Вторая часть, при меньшей длительности, на голову сильнее первой по хитовости, энергетике и по звёздности состава (Кипелов, Большаков, Покровский, Серышев). С технической точки зрения достойное поставлено и хорошо отснятое шоу. Звук в PCM Stereo слушается замечательно, но отсутствие многоканальной дорожки — прошлый век».